# Ubi bene, ibi patria
Ubi bene ibi patria — латинское выражение, означающее «Где хорошо, там (и) родина».

## Ubi panis ibi patria
Мишель-Гийом Сент-Джон де Кревёр в своей книге «Письма американского фермера» приводил вариант фразы Ubi panis ibi patria (лат. Где хлеб, там и родина), которую называл девизом всех эмигрантов. Подтверждений последнему, однако, не приводится в других письменных источниках.